# Ranunculus allemannii
Ranunculus allemannii là một loài thực vật có hoa trong họ Mao lương. Loài này được Br.-Bl. miêu tả khoa học đầu tiên.